# Aline Payen-Puget
Pour les articles homonymes, voir Payen et  Puget.
Aline Payen-Puget, née le 11 juillet 1901 à Agen et morte le 27 janvier 1994 à Paris, est une bibliothécaire et enseignante française. Ses activités de standardisation des normes et d'enseignement en font une précurseure de la science du catalogage en France.

## Biographie
Aline Payen-Puget naît le 11 juillet 1901 à Agen dans une famille bourgeoise. Son père est un architecte qui meurt lorsqu'elle a 11 ans.

### Études
Elle passe son baccalauréat malgré l'avis défavorable de la directrice de son lycée et part à Bordeaux poursuivre ses études. Elle obtient une licence en droit puis un DES en droit public et en économie politique. Elle commence la préparation d'une thèse d'économie sous la direction de Gaëtan Pirou mais choisit finalement de se former à l'École de bibliothécaires de l'American Library à Paris sur les conseils de Pol Neveux, un ami de sa famille. Elle y reçoit en 1925 des cours de Margaret Mann (en) qui l'initie au catalogage. Elle décroche une bourse d'études et effectue un stage d'un an aux États-Unis entre autre dans les bibliothèques de la Société des ingénieurs de New York et du département de l'agriculture.

### Début de carrière
Aline Payen-Puget entre en 1927 dans la bibliothèque de l'Institut international d’agriculture à Rome et se consacre pendant 4 ans à la réorganisation de son catalogue. Elle doit revenir en France dès 1930 à la mort de sa sœur afin d'aider sa mère et sa nièce désormais orpheline. Elle prépare alors un certificat d'aptitude aux fonctions de bibliothécaire à la Sorbonne où elle suit notamment les cours de Louise-Noëlle Malclès.
Entre 1934 et 1942, elle travaille à l'Institut scientifique de recherches économiques et sociales sous la direction de Henri Lemaître. Elle y crée les salles d’études économiques et statistiques. Elle se marie en 1942 avec le conseiller d'État Henry Puget qu'elle avait rencontré lors de son passage à l'Institut international d’agriculture.

### Enseignement
En 1935, lorsque Gabriel Henriot crée un enseignement destiné aux bibliothécaires au sein de l'Institut catholique de Paris, il propose un poste de professeure à Aline Payen-Puget, son ancienne élève à l'American Library. Elle y enseigne le premier cours magistral de catalogage en France. Elle reste 35 ans dans l'institution, qu'elle accompagne dans son développement et qui devient en 1967 l'École de bibliothécaires-documentalistes.
En 1955, elle commence à enseigner des cours de catalogage à l'Institut national des techniques documentaires. À partir du milieu des années 1960, elle enseigne en parallèle le catalogage et la classification au sein des cours organisés par l'Association des bibliothécaires français. Elle écrit alors Livres et Documents dans la vie religieuse et pastorale, un ouvrage destiné aux membres de congrégations religieuses édité chez Mame en 1963. Elle quitte en 1973 l'Institut national des techniques documentaires, devenu entre temps l'École de bibliothécaires-documentalistes. À la mort de son époux en novembre 1966, elle organise des cours du soir à destination de travailleurs souhaitant devenir assistants bibliothécaires-documentalistes.

### Apports aux sciences de l'information et des bibliothèques

#### Standardisation
Au début des années 1940, elle s'implique aux côtés de Suzanne Briet à la standardisation des règles de catalogage et met notamment en place la norme « collectivités-auteurs ». Elle est nommée par l'Association des bibliothécaires français déléguée de la France à la Conférence internationale sur les principes du catalogage de 1961 organisée par l'UNESCO et devient en 1964 vice-présidente de l'association.

#### Voyages
Elle effectue plusieurs voyages avec son époux, notamment en Amérique du Sud, et étudie dans les pays qu'elle visite le système local de bibliothèques.

### Retraite
Elle prend sa retraite en 1977 et reçoit dans son appartement situé boulevard Raspail des visiteurs français et étrangers qui s'intéressent à sa carrière. Elle meurt à l'âge de 93 ans le 27 janvier 1994 à Paris.